# Europese kampioenschappen boogschieten (outdoor)
De Europese kampioenschappen boogschieten zijn tweejaarlijks kampioenschappen georganiseerd door World Archery Europe (WAE) voor boogschutters. 

## Geschiedenis
De eerste editie vond plaats in 1968 in het Oostenrijkse Reutte. 
In de begindagen was de benaming 'Europees-mediterrane kampioenschappen'. Sinds de omvorming van de European & Mediterranean Archery Union (EMAU) naar World Archery Europe (WAE) op 20 mei 2012 werd ook de naamgeving van het kampioenschap veranderd naar 'Europese kampioenschappen'.
Mannen en vrouwen kennen elk hun eigen competitie (teams en individueel), waarbij het systeem van eliminatierondes wordt gehanteerd en de regels van de FITA worden gevolgd. Daarnaast is er ook een gemengde competitie, bestaande uit een man en een vrouw. Er wordt geschoten met de barebow (alleen veld), de compoundboog en de recurveboog. Elk land mag drie atleten afvaardigen, per categorie en divisie, voor de teamcompetities.
Sinds 1970 wordt er een veldtornooi georganiseerd en vanaf 1983 tevens een indoor-event. 

## Edities
| Editie | Jaar | Plaats                            | Evenementen |
| ------ | ---- | --------------------------------- | ----------- |
| I      | 1968 | Reutte (Oostenrijk)               | 4           |
| II     | 1970 | Hradec Králové (Tsjechoslowakije) | 4           |
| III    | 1972 | Walferdange (Luxemburg)           | 4           |
| IV     | 1974 | Zagreb (Joegoslavië)              | 4           |
| V      | 1976 | Kopenhagen (Denemarken)           | 4           |
| VI     | 1978 | Stoneleigh (Verenigd Koninkrijk)  | 4           |
| VII    | 1980 | Compiègne (Frankrijk)             | 4           |
| VIII   | 1982 | Kecskemét (Hongarije)             | 4           |
| IX     | 1986 | İzmir (Turkije)                   | 4           |
| X      | 1988 | Luxemburg (Luxemburg)             | 4           |
| XI     | 1990 | Barcelona (Spanje)                | 4           |
| XII    | 1992 | Valletta (Malta)                  | 4           |
| XIII   | 1994 | Nymburk (Tsjechië)                | 8           |
| XIV    | 1996 | Kranjska Gora (Slovenië)          | 8           |
| XV     | 1998 | Boé & Agen (Frankrijk)            | 8           |
| XVI    | 2000 | Antalya (Turkije)                 | 8           |
| XVII   | 2002 | Oulu (Finland)                    | 8           |
| XVIII  | 2004 | Brussel (België)                  | 8           |
| XIX    | 2006 | Athene (Griekenland)              | 8           |
| XX     | 2008 | Vittel (Frankrijk)                | 8           |
| XXI    | 2010 | Rovereto (Italië)                 | 10          |
| XXII   | 2012 | Amsterdam (Nederland)             | 10          |
| XXIII  | 2014 | Etsjmiadzin (Armenië)             | 10          |
| XXIV   | 2016 | Nottingham (Verenigd Koninkrijk)  | 10          |
| XXV    | 2018 | Legnica (Polen)                   | 10          |
| XXVI   | 2021 | Antalya (Turkije)                 | 10          |
| XXVII  | 2022 | München (Duitsland)               | 10          |
| XXVIII | 2024 | Essen (Duitsland)                 | 10          |
| XXIX   | 2026 | Antalya (Turkije)                 | 10          |